# Farkas Bolyai
Pour les articles homonymes, voir Bolyai.
Dans le nom hongrois Bolyai Farkas, le nom de famille précède le prénom, mais cet article utilise l’ordre habituel en français Farkas Bolyai, où le prénom précède le nom.
Farkas Bolyai, en hongrois Bolyai Farkas, parfois en français Farkas de Bolya, en allemand Wolfgang Bolyai ou en roumain Farcaș de la Buia, né le 9 février 1775 à Bólya (en allemand Bell, aujourd'hui Buia, Roumanie) et mort le 20 novembre 1856 à Marosvásárhely (en allemand Neumarkt am Mieresch, aujourd'hui Târgu Mureș, Roumanie), est un mathématicien hongrois transylvain, connu principalement grâce à ses travaux et ceux de son fils János Bolyai en géométrie.

## Biographie
Farkas Bolyai naît en 1775 dans le Grand-duché de Transylvanie à Bólya, village historique de la famille Bolyai, non loin de Nagyszeben (en allemand Hermannstadt, aujourd'hui: Sibiu, Roumanie). (La plupart des villes transylvaines ont trois noms : hongrois, allemand et roumain.) Issu d'une ancienne famille de la moyenne noblesse appauvrie d'origine sicule remontant au XIIIe siècle, il est le fils de Gáspár Bolyai, juge des nobles du comitat et petit propriétaire qui reçoit en dot de sa femme, Krisztina Vajna de Páva, le petit domaine de Csatófalva.
Il reçoit un premier enseignement à domicile par son père, considéré comme un homme instruit, jusqu'à six ans, âge auquel il est envoyé à l'école calviniste de Nagyszeben, ville saxonne, réputée pour sa tolérance religieuse et la qualité de ses écoles. Ses professeurs perçoivent rapidement ses facilités pour les mathématiques et les langues. Déjà locuteur natif du hongrois, il y apprend le latin, le grec, l'hébreu, le roumain, et plus tard l'italien, le français et l'anglais. Il est nommé à l'âge de 12 ans tuteur de Simon, fils du comte Kémeny, âgé 8 ans et qui deviendra un fidèle ami. Ils entrent tous deux en 1790 au collège réformé de Kolozsvár (en allemand Klausenburg, aujourd'hui Cluj-Napoca, Roumanie). Ils y étudient pendant cinq ans.

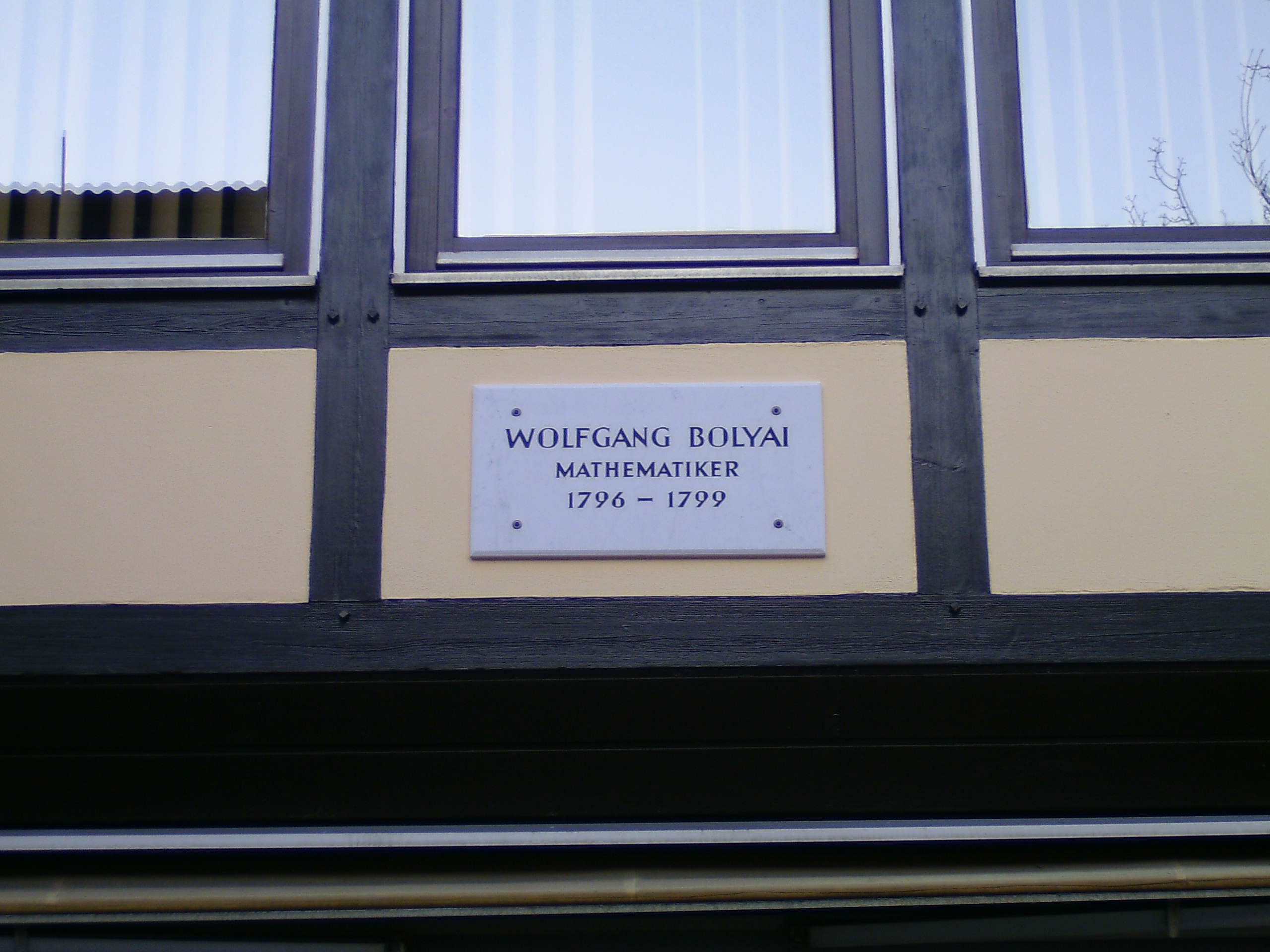
Plaque commémorative à Göttingen.

Son professeur de philosophie à Kolozsvár essaie en vain de détourner Bolyai de son intérêt pour les mathématiques vers la philosophie religieuse. À partir de 1796 et avec son ami Simon Kemény, il part étudier dans les universités allemandes de Iéna et de Göttingen où il devient un proche ami et correspondant du mathématicien Carl Friedrich Gauss. Il retourne à Kolozsvár en 1799 et y épouse Zsuzsanna Benkő, fille de József Benkő d'Árkos et de Júlia Bachmann, union dont est issu János Bolyai. Il accepte peu de temps après un poste d'enseignant en mathématiques et en sciences au collège calviniste de Marosvásárhely, où il passe le reste de sa vie.

## Travaux mathématiques
Les intérêts principaux de Bolyai ont été les fondements de la géométrie et l'axiome des parallèles (cinquième postulat d'Euclide). Son principal travail est la publication de Tentamen (Tentamen iuventutem studiosam in elementa matheosos introducendi), avec un appendice de son fils János Bolyai. S'il dissuada d'abord son fils de l'étude de la géométrie non euclidienne, il devint suffisamment enthousiaste de publier ses pensées, alors à contre-courant.

## Hommages
- Des nombreuses rues et écoles de Hongrie et de Roumanie portent son nom.
- L'université de Cluj/Kolozsvár s'appelle Babeș-Bolyai, nom associant trois savants transylvains, le microbiologiste roumain Victor Babeș et les mathématiciens hongrois Farkas et Janos Bolyai.

## Sources
- (en) John J. O'Connor et Edmund F. Robertson, « Farkas Wolfgang Bolyai », sur MacTutor, université de St Andrews.
- (en) « Farkas Bolyai », sur le site du Mathematics Genealogy Project

1. ↑  Turul 1883-1950